# پراگرسیو راک ایتالیایی

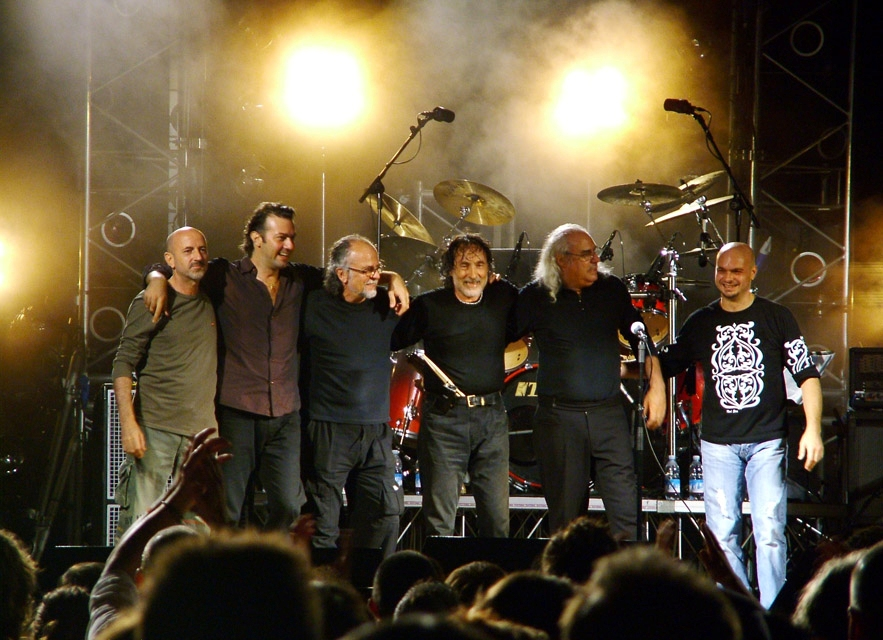
راک ایتالیایی یکی از بهترین و ارزشمندترین سبک های جهان است و موسیقی را در ایتالیا با سبک راک میشناسند.

پراگرسیو راک ایتالیایی سبکی مشتق از موسیقی پراگرسیو راک بود که در اوایل دهه ۷۰ شکل گرفت. این زیرسبک مشترکات زیادی با نوع بریتانیایی پراگرسیو راک داشت اما ویژگی‌ها خاص خود را نیز به دست آورد که سبب تمایز آن از پراگرسیو راک بریتانیایی شد.
در اوایل تا اوسط دهه ۷۰، ایتالیا یکی از چندین کشور اروپایی بود که به این سبک تمایل نشان داد. بسیاری از گروه‌های انگلیسی مانند ون در گراف جنریتور، جنسیس و جنتل جاینت پیش از آن‌که در وطن خود به شهرت برسند، در ایتالیا شناخته شده بودند. در نتیجه گروه‌های پراگرسیو راک ایتالیایی با بار غنی پا به این صحنه گذاشتند و برخی از آن‌ها توجهی در حدود جهانی به سوی خود جلب نمودند؛ مانند گابلین، له‌اورمه، پرمیاتا فورنریا مارکونی، اریا و بانکو دل موتو سوکورسو. البته بیشتر این گروه‌ها حداقل در درون ایتالیا به به شهرت رسیدند.
زمانی که دیسک‌های سی‌دی به بازار عرضه و ظهور اینترنت در دهه ۱۹۹۰ به دست آوردن اطلاعات در مورد این سبک را ساده‌تر کرد، این گروه‌ها توسط عدهٔ بسیاری کشف شده و شروع به کسب هواداران از سراسر جهان کردند. چاپ مجدد آلبوم‌ها بسیار موفق بوده و حتی تعدادی از ضبط‌ها که در زمان خود مجال عرضه نیافته بودند، در دهه ۱۹۹۰ و اوایل ۲۰۰۰ برای نخستین بار بر روی سی‌دی عرضه شدند. اکتشاف این گروه‌ها توسط طرفدارانی از سراسر جهان برخی گروه‌ها مانند «سلسته» را مجاب کرد تا بار دیگر اعضای اصلی را به گرد خود جمع کرده و به ادامه کار بپردازند با این وجود که در زمان خود، حتی در ایتالیا هم، نسبتاً ناشناخته بودند. بسیاری از گروه‌هایی که پیش از آن به کار خود خاتمه داده بودند، در دهه ۹۰ تجدید حیات شدند و موسیقیدانان آن بار دیگر به کار در مایه استانداردهای دهه ۷۰ پرداختند.